# Lord Vinheteiro
法布里奇奥·安德烈·伯纳德·迪·保罗（葡萄牙語：Fabricio André Bernard Di Paolo，1980年1月22日—），网名Lord Vinheteiro，中文译名维涅泰罗，是巴西籍钢琴家，音频工程师，YouTuber。他的YouTube频道是世界上最大的专注钢琴的频道，拥有超过七百万订阅者。他还在巴西当地电台Jovem Pan FM的Pânico节目出演，也是播客节目Master Podcast的主持人之一。 